# Delta dimidiatipenne
Delta dimidiatipenne är en stekelart som först beskrevs av Henri Saussure 1852.  Delta dimidiatipenne ingår i släktet Delta och familjen Eumenidae. Inga underarter finns listade i Catalogue of Life.

## Bildgalleri

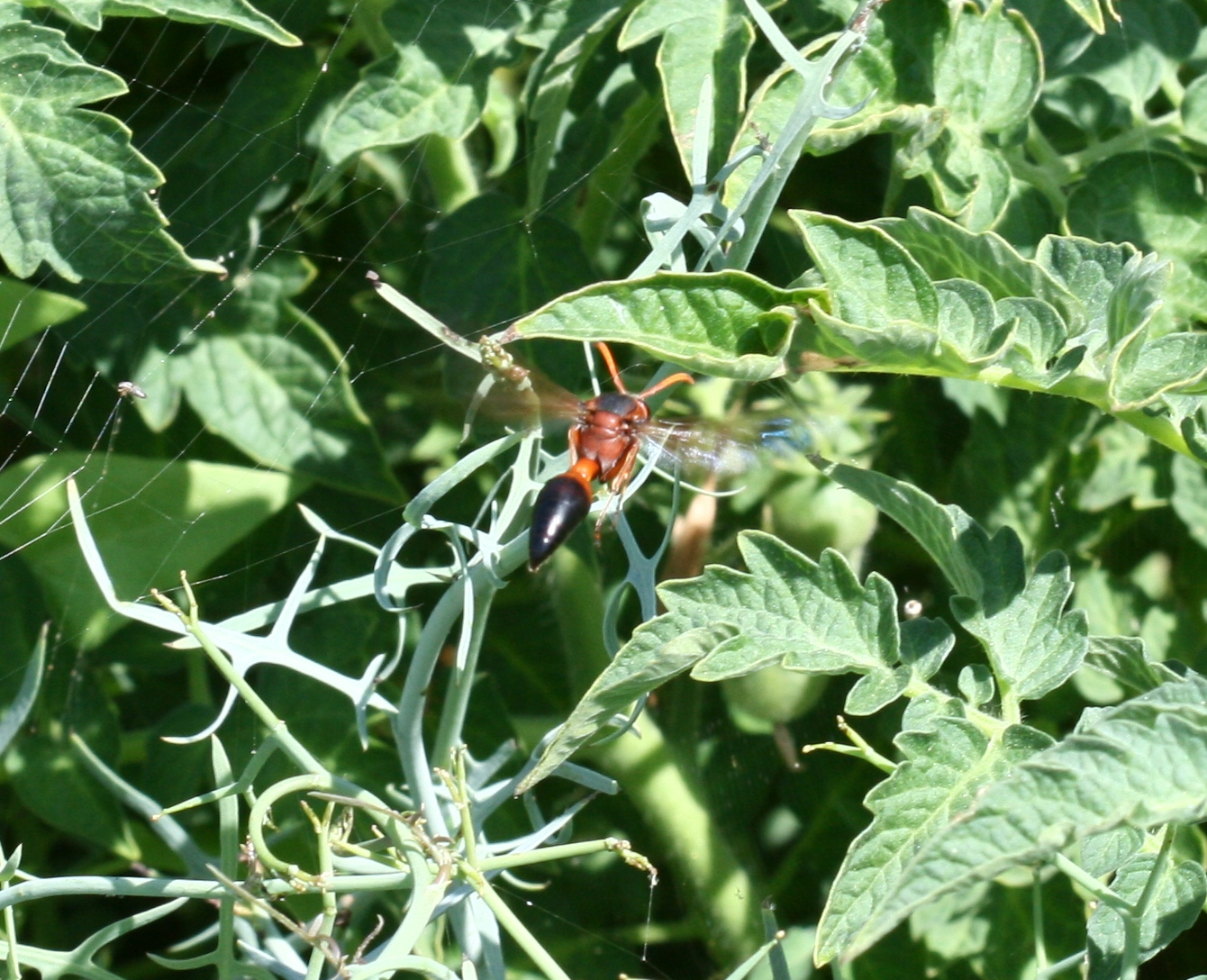
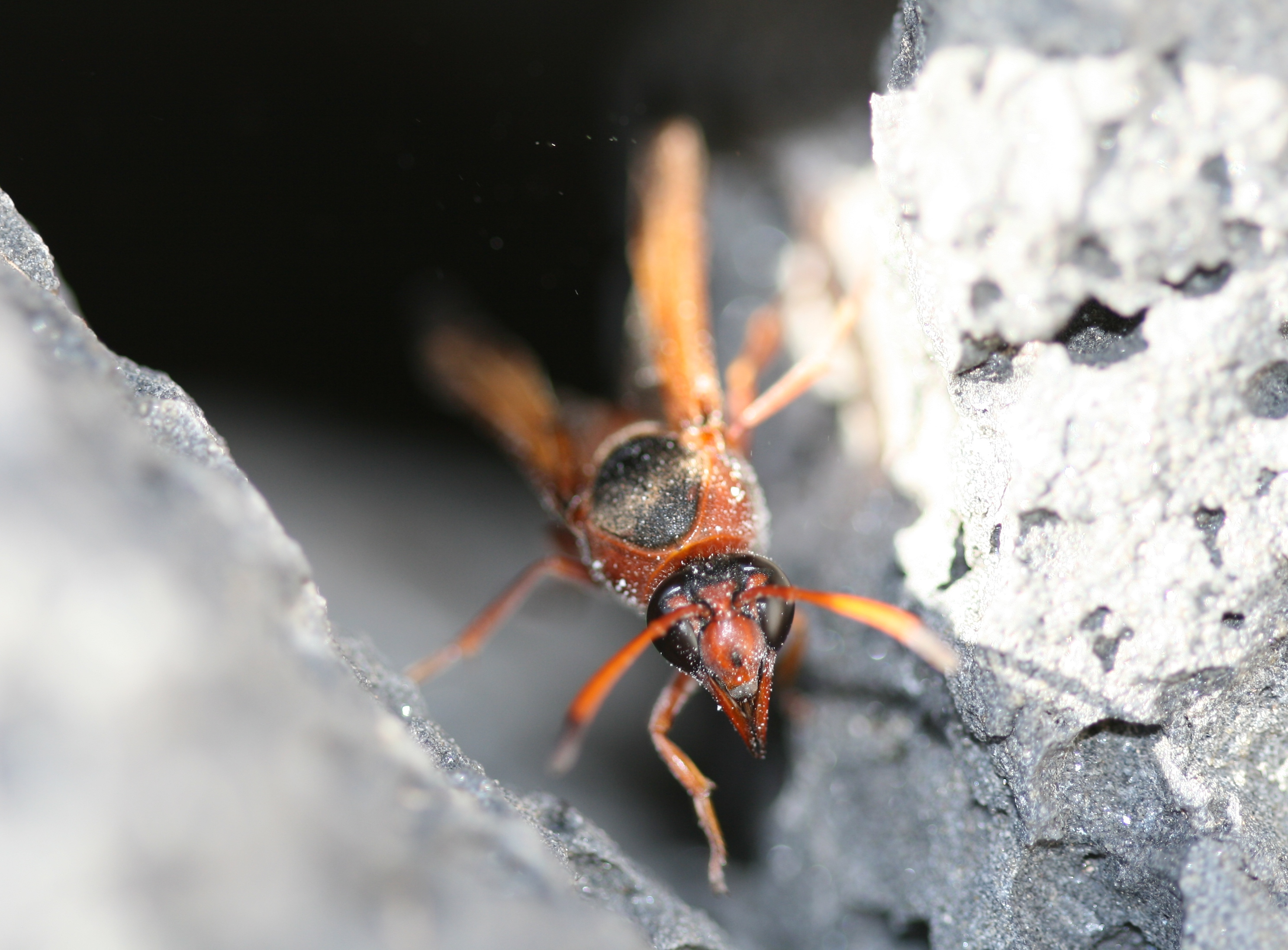
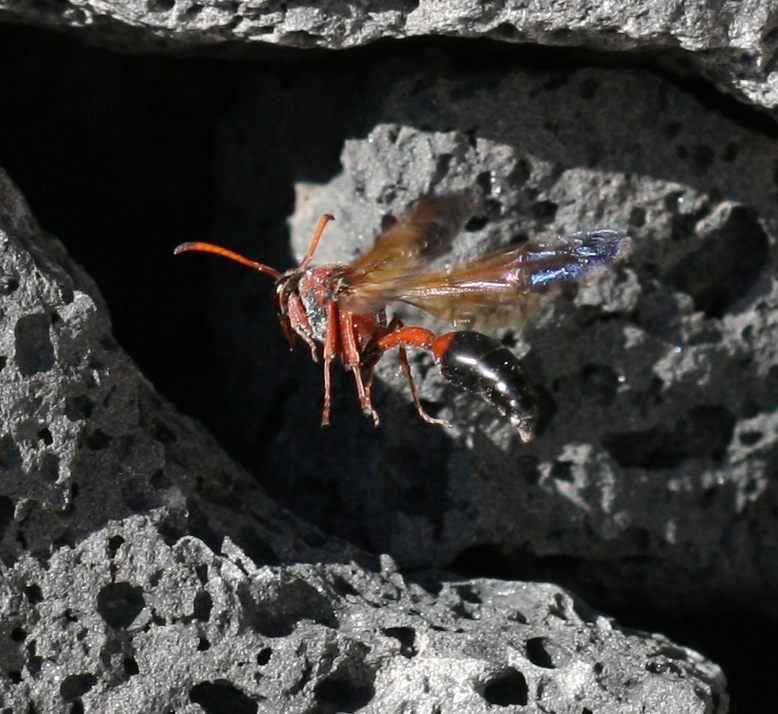